# Razice
Razice jsou vesnice, část obce Hrobčice v okrese Teplice. Nachází se asi dva kilometry východně od Hrobčic. V roce 2011 zde trvale žilo 159 obyvatel.
Razice je také název katastrálního území o rozloze 4,06 km². To na severu sousedí s katastrálním území Dřínek o rozloze 1,41 km² a na východě s katastrálním územím Hetov o rozloze 2,93 km². Ještě dále na sever leží katastrální území Radovesice u Bíliny s rozlohou 9,51 km². Tři posledně zmíněná katastrální území jsou pozůstatkem vesnic, zlikvidovaných při zřizování Radovesické výsypky.

## Název
Název vesnice je odvozen z osobního jména Raz ve významu ves lidí Razových. V historických pramenech se objevuje ve tvarech: de Rasitz (1240), Kasice (1302), de Rasitz (1322), de Razicz (1373, 1406), „Razický ze Vchynic a na Razicích“ (1524), „ve vsi Razyczych" (1630), Rasitz a Rositz (1698) a Rasitz nebo Razice (1833).

## Historie
První písemná zmínka o Razicích pochází z roku 1240 a nachází se v přídomku vladyky Jana z Razic. Později vesnice patřila Fryckovi, který měl syny Valtera, Racka a Frycka zmiňované v roce 1322. Majitelé vsi ve čtrnáctém století patřili k razické větvi rodu Vchynských ze Vchynic a Tetova. Prvním z nich byl Vaněk ze Vchynic připomínaný v roce 1377 a po něm následoval jeho bratr Jindřich Dlask, jehož pravděpodobný syn Protivec Dlask používal v roce 1406 přídomek z Razic. Ve vsi v té době stával také dvůr bílinské komendy.
Okolo poloviny patnáctého století byla vesnice zřejmě rozdělena mezi dva příbuzné majitele. Byli to Jan Dlask připomínaný v letech 1437–1465 a Smil z Razic (1441), jejichž potomci se označovali jako Razičtí a Dlaskové ze Vchynic. Konkrétní držitelé vsi jsou nejasní. Teprve v roce 1530 Razice patřily bratrům Václavovi a Petrovi Razickým ze Vchynic, z nichž Václav zemřel před rokem 1536, zatímco Petr přikoupil Patokryje. Petrovi synové Jan Erazim, Václav, Kryštof a Bedřich se před rokem 1580 rozdělili o dědictví po otci a Razice získal Jan Erazim Razický ze Vchynic.
Jan Erazim byl dvakrát ženatý; podruhé s Barborou, dcerou Linharta ze Štampachu. Zemřel v roce 1594 a majetek si rozdělily tři dcery z prvního manželství. Nejstarší z nich, Anna, měla vyplatit Barbořino věno. Nemohla se však domluvit se sestrami na společném hospodaření, a proto všechny tři sestry postupně odprodaly své podíly Barboře. Ta v Razicích hospodařila až do své smrti v roce 1611, kdy po ní statek zdědil Jan Rejchart Štampach ze Štampachu. Jeho syn Zdeslav roku 1530 prodal razickou tvrz s poplužním dvorem Hynkovi Jiřímu Žďárskému ze Žďáru. Statek po něm zdědila dcera Anna Sibyla († 1675) a sňatkem s ní jej získali Cukrové z Tamfeldu. Majetek po ní převzali její synové Václav Ignác a Jan František Cukrové. Václav Ignác poté koupil bratrův podíl a v roce 1698 od něj vesnici koupila Marie z Lobkovic, rozená z Ditrichštejna, pro svého syna Leopolda. Bílinští Lobkovicové poté ve vsi vybudovali velký hospodářský dvůr. Tvrz stávala v jeho těsném sousedství na návsi u Mukovského potoka. Postupně zchátrala a ve druhé polovině devatenáctého století na jejím místě vyrostla budova restaurace U Starého hradu.

## Obyvatelstvo
Při sčítání lidu v roce 1921 zde žilo 405 obyvatel (z toho 192 mužů), z nichž bylo 47 Čechoslováků, 355 Němců a tři cizinci. Až na osm lidí bez vyznání se hlásili k římskokatolické církvi. Podle sčítání lidu z roku 1930 měla vesnice 462 obyvatel: 115 Čechoslováků a 347 Němců. Většina jich byla římskými katolíky, ale žili zde také tři evangelíci, šestnáct členů církve československé, jeden žid a čtrnáct lidí bez vyznání.
|           | 1869 | 1880 | 1890 | 1900 | 1910 | 1921 | 1930 | 1950 | 1961 | 1970 | 1980 | 1991 | 2001 | 2011 |
| --------- | ---- | ---- | ---- | ---- | ---- | ---- | ---- | ---- | ---- | ---- | ---- | ---- | ---- | ---- |
| Obyvatelé | 295  | 342  | 354  | 317  | 383  | 405  | 462  | 272  | 289  | 253  | 171  | 132  | 134  | 158  |
| Domy      | 68   | 68   | 75   | 69   | 78   | 73   | 83   | 76   | 65   | 59   | 54   | 66   | 61   | 68   |

## Pamětihodnosti
- Přírodní rezervace Dřínek